# Cantone di Neufchâtel-en-Bray
Il Cantone di Neufchâtel-en-Bray è una divisione amministrativa dell'arrondissement di Dieppe.
A seguito della riforma complessiva dei cantoni del 2014 è passato da 23 a 70 comuni.

## Composizione
Prima della riforma del 2014 comprendeva i comuni di:
- Auvilliers
- Bouelles
- Bully
- Callengeville
- Esclavelles
- Fesques
- Flamets-Frétils
- Fresles
- Graval
- Lucy
- Massy
- Ménonval
- Mesnières-en-Bray
- Mortemer
- Nesle-Hodeng
- Neufchâtel-en-Bray
- Neuville-Ferrières
- Quièvrecourt
- Sainte-Beuve-en-Rivière
- Saint-Germain-sur-Eaulne
- Saint-Martin-l'Hortier
- Saint-Saire
- Vatierville

Dal 2015 comprende i comuni di:
- Ardouval
- Auvilliers
- Avesnes-en-Val
- Bailleul-Neuville
- Baillolet
- Beaumont-le-Hareng
- Bellencombre
- Bosc-Bérenger
- Bosc-le-Hard
- Bosc-Mesnil
- Bouelles
- Bracquetuit
- Bradiancourt
- Bully
- Bures-en-Bray
- Callengeville
- Clais
- Cottévrard
- Cressy
- La Crique
- Critot
- Croixdalle
- Cropus
- Esclavelles
- Fesques
- Flamets-Frétils
- Fontaine-en-Bray
- Fréauville
- Fresles
- Fresnoy-Folny
- Grandcourt
- Les Grandes-Ventes
- Graval
- Grigneuseville
- Londinières
- Lucy
- Massy
- Mathonville
- Maucomble
- Ménonval
- Mesnières-en-Bray
- Mesnil-Follemprise
- Montérolier
- Mortemer
- Nesle-Hodeng
- Neufbosc
- Neufchâtel-en-Bray
- Neuville-Ferrières
- Osmoy-Saint-Valery
- Pommeréval
- Preuseville
- Puisenval
- Quièvrecourt
- Rocquemont
- Rosay
- Saint-Germain-sur-Eaulne
- Saint-Martin-l'Hortier
- Saint-Martin-Osmonville
- Saint-Pierre-des-Jonquières
- Saint-Saëns
- Saint-Saire
- Sainte-Agathe-d'Aliermont
- Sainte-Beuve-en-Rivière
- Sainte-Geneviève
- Saint-Hellier
- Smermesnil
- Sommery
- Vatierville
- Ventes-Saint-Rémy
- Wanchy-Capval